# Zahřívaný tabákový výrobek
Nezaměňovat s elektronickou cigaretou.

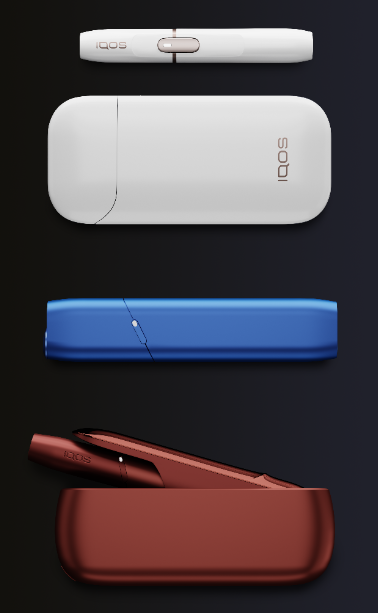
Zařízení Iqos pro nahřívání tabákových náplní

Hlavním společným znakem zahřívaných tabákových výrobků je skutečnost, že tabák pomocí bateriového topného systému zahřívají, místo aby jej spalovaly. Tabák se zahřeje na nižší teplotu než hořící cigareta, čímž vznikne aerosol, který uživatel vdechne. Tyto výrobky obsahují mimo jiné nikotin, který je návykový.

## Rozdíly v porovnání s ostatními tabákovými výrobky
Americký Úřad pro kontrolu potravin a léčiv (US Food and Drug Administration, FDA) vysvětluje hlavní rozdíly mezi cigaretami, zahřívanými tabákovými výrobky a elektronickými cigaretami. Cigareta se skládá především z tabákových listů zabalených v cigaretovém papíru. Může také obsahovat filtr, chemické přísady nebo jiné složky. Uživatel zapálí špičku cigarety, aby tabák spálil, a vdechne kouř nezapáleným koncem. Zahřívaný tabákový výrobek se skládá ze zdroje ohřevu a tabáku. Tabák může být zabalen do papíru, což z něj činí druh cigarety. Tabák se však zahřeje na nižší teplotu než hořící cigareta, čímž vznikne aerosol, který uživatel vdechne. Elektronická cigareta zahřívá e-liquid, který může obsahovat nikotin (který typicky vzniká z tabákové rostliny), glycerin, propylenglykol, příchuti a další složky. Zařízení má elektrický zdroj tepla, který zahřívá e-liquid a vytváří aerosol, který uživatel vdechuje.

#### Zahřívané tabákové výrobky a zákaz mentolu v cigaretách
Na kategorii zahřívaného tabáku (stejně jako na elektronické cigarety a doutníčky) se nevztahuje omezení mentolových příchutí, které vychází ze schválené Evropské tabákové směrnice 2014/40/EU, která nabyla účinnost v roce 2016. Přechodné období této směrnice vypršelo 20. května 2020. Na rozdíl od mentolových cigaret včetně kapslových, jejichž distribuce a prodej je ve všech zemích Evropské unie od tohoto data zakázána, mentolové varianty tabákových náplní pro zahřívání byly v ČR dostupné do roku 2023.

#### Zákaz příchutí zahřívaného tabáku
S novelou zákona o potravinách a tabákových výrobcích (Zákon č. 110/1997 Sb.) byla do českého prostředí zavedena směrnice Evropské komise o prodeji tabákových výrobků s charakteristickými příchutěmi schválená v rámci EU na podzim roku 2022. 
V České republice vzešlo nařízení v platnost 23. října 2023, přičemž stejná pravidla průběžně zavádějí i další členské státy EU. Evropská komise přistoupila k zavedení příslušné směrnice zejména proto, že se zvýšil objem prodeje zahřívaných tabákových výrobků nad stanovenou hranici. Omezení se ve všech těchto případech týká tzv. „charakteristických“ příchutí, což zahrnuje všechny tabákové výrobky, které mají jasně rozpoznatelnou vůni nebo příchuť. Od podzimu nesmí v nabídce být například ovocné ani mentolové příchutě.

## Zahřívané tabákové výrobky a zdraví
Tyto výrobky se od tradičních cigaret liší tím, že při jejich užívání nedochází ke spalování. Studie jsou zatím v začátcích, podle zprávy Public Health England z roku 2018 až mnoho studií o bezpečnosti zahřívaných tabákových výrobkú financují samotní výrobci. Britský Výbor pro toxikologii tvrdí, že: „pravděpodobně by došlo ke snížení rizika u konvenčních kuřáků, kteří se rozhodnou místo kouření cigaret používat zahřívané tabákové výrobky. Úplné ukončení kouření by však vedlo k většímu snížení rizika.”

## Historie
Historie zahřívaných tabákových výrobků sahá do 60. let 20. století, kdy tabákové společnosti vyvinuly alternativní tabákové výrobky s cílem rozšířit trh s cigaretami. Zahřívané tabákové výrobky se poprvé objevily na trhu v roce 1988, nebyly však komerčně úspěšné. Později došlo ke globálnímu poklesu spotřeby tabáku, který, pokud by pokračoval, měl by negativní dopad na zisky tabákového průmyslu. Tento pokles vedl odvětví k tomu, že vynalezlo a uvedlo na trh nové výrobky, například zahřívané tabákové výrobky. Tyto výrobky zavedly velké tabákové společnosti. Zavedení nejnovější generace zahřívaných tabákových výrobků se zdá být poslední kapitolou desítky let staré strategie tabákového průmyslu, který pracuje na vytvoření partnerství s vládami a obhájci zdraví, a prezentuje tyto výrobky s údajně „sníženou škodlivostí“ jako možnost řešení tabákové epidemie. 

## Zahřívané tabákové výrobky na českém trhu

### IQOS
Společnost Philip Morris International vyvinula kategorii produktů, do které patří i IQOS. IQOS je elektronické zařízení, které nahřívá pevnou tabákovou náplň, podobnou cigaretě tzv. HEET a TEREA. Od jiných alternativ cigaret, například tekutých směsí do e-cigaret, ji odlišuje skutečnost, že je vyrobena ze skutečného tabáku. Tabáková náplň neprodukuje kouř, nýbrž aerosol. Tabák je v zařízení ohříván na teplotu do 300 °C po dobu 6 minut nebo 14 potáhnutí.

### glo
Společnost British American Tobacco uvedla na trh produkt z řady tzv. bezdýmných tabákových výrobků. Jedná se o baterií poháněný zahřívací tabákový výrobek zvaný glo. Do glo se vkládají tabákové náplně NEO stick, podobné úzkým slim cigaretám. V případě glo je tabáková náplň zahřívána na 240 °C zvnějšku, díky tomu má i daleko menší nároky na údržbu a čištění než konkurenční výrobky.
Ploom X
Společnost JTI (Japan Tobacco International) představila zařízení na zahřívaný tabák Ploom X v České republice v červnu 2023. Jedná o se zařízení, které tabák zahřívá na optimalizovanou teplotu. Nedochází k jeho spalování a zdroj tepla je od náplně oddělen. Nevzniká nepříjemný zápach, který mají uživatelé s touto kategorií výrobků spojený. Ploom X nepotřebuje náročné čištění a je velmi jednoduchý na ovládání (disponuje technologií Intuitouch).
Do Ploom X se vkládají tabákové náplně značky Camel. Ploom ke svému zařízení nabízí také široký sortiment doplňků jako přední panely, zadní kryty nebo pouzdra v různých barvách.

### MOK
Společnost China Tobacco představila svoje zařízení MOK na jihokorejském trhu v roce 2019. Na český trh byla značka MOK uvedena v roce 2020. Podle výrobce jsou zařízení MOK kompaktnější a lehčí než zařízení glo či IQOS, zároveň také levnější. Dřívější náplně COO byly také delší a širší než tabákové výrobky konkurenčních společností, nyní jsou svojí velikostí s konkurencí kompatibilní.